# Flatschach
Flatschach è una frazione di 192 abitanti del comune austriaco di Spielberg, nel distretto di Murtal, in Stiria. Già comune autonomo, il 1º gennaio 2015 è stato aggregato a Spielberg.